# 里斯韦勒
里斯韦勒是德国莱茵兰-普法尔茨州的一个市镇。总面积16.81平方公里，总人口759人，其中男性396人，女性363人（2011年12月31日），人口密度45人/平方公里。